# 九州大学稲盛フロンティア研究センター
稲盛フロンティア研究センター（いなもりフロンティアけんきゅうセンター、英称：INAMORI Frontier Research Center）は、九州大学に設置されていた安心・安全な社会に貢献するための科学技術に関する研究センター。略称は稲盛センター。2022年3月に活動を終了した。

## 概要
稲盛フロンティア研究センターは、九州大学の百周年記念事業の一環として、財団法人稲盛財団および京セラ株式会社からの寄附により設立された研究センター。将来の安心・安全な社会に貢献するため、人と技術の調和、心と技術の調和に貢献する研究活動を行うとともに、若手研究者の交流と育成を推進することを目的としていた。
次世代環境技術研究部門、次世代エネルギー研究部門、次世代機能性分子超構造研究部門、次世代エレクトロニクス材料研究部門、先進機能性無機材料研究部門、先端生命情報研究部門、先端エレクトロニクス材料研究部門の計7研究部門が活動していた。

## 沿革
- 2007年11月　フロンティア研究センター　設置　村上敬宜理事・副学長がセンター長に着任
- 2008年4月1日 - 稲盛フロンティア研究センターに改称。次世代環境技術研究部門、次世代エネルギー研究部門、次世代機能性分子超構造研究部門、次世代エレクトロニクス材料研究部門の4研究部門として発足。
- 2009年10月　稲盛財団記念館が落成し、研究活動を本格開始
- 2010年10月　藤木幸夫理事・副学長がセンター長に着任
- 2014年10月　次世代エネルギー研究部門、先進機能性無機材料研究部門、先端生命情報研究部門、先端エレクトロニクス材料研究部門の4研究部門に改組
- 2014年10月　若山正人理事・副学長がセンター長に着任
- 2018年4月　浅野種正教授がセンター長に着任
- 2019年4月　古田弘幸教授がセンター長に着任
- 2020年10月　金子賢治教授がセンター長に着任
- 2022年3月　稲盛フロンティア研究センター　発展的解消

## 大学院教育
稲盛フロンティア研究センターでは、下記専攻と連携して大学院教育を行っている。
- 九州大学大学院 総合理工学府
  - 物質理工学専攻（～2014年度）
- 九州大学大学院 工学府
  - 水素エネルギーシステム専攻（2010年度～）
  - 物質創造工学専攻（2009年度～）
  - 材料物性工学専攻（2015年度～）
- 九州大学大学院 システム情報科学府
  - 電気電子工学専攻（2009年度～2013年度）
- 九州大学大学院 システム生命科学府
  - システム生命科学専攻（2015年度～）

## 所在地
- 819-0395 福岡県福岡市西区元岡744 九州大学 稲盛財団記念館